# Claus (toneel)
Een claus is het gedeelte van een toneelstuk dat zonder onderbreking door één spreker gezegd wordt.
De term claus komt van het Latijnse clausus, dat afgesloten betekent: wanneer het clauswoord geklonken heeft kan de volgende spreker het woord nemen.
Een claus kan lang of kort zijn. Vondels Gysbreght (1637) begint met een claus van 162 verzen, de monoloog van de titelheld. Vers 503 van dit toneelstuk bevat twee clausen, waarvan de eerste niet meer dan drie woorden omvat:
Poortier. WIe klopt ’er? Diedrick. Doe vry op, en vrees niet. ’t is uw vriend.
Vaak wisselen clausen van één regel (of één vers) elkaar af; dit noemt men stichomythie. Een voorbeeld is de discussie tussen Ursula en Attila in Vondels Maeghden (1639) (vs. 300-305):
Ur. Noit bleef een vry gemoed in yemants stricken hangen.

At. Die vryheid moght u licht ten beste niet vergaen.

Ur. Indien ick qualijck spreeck, men wijs mijn feilen aen.

At. Men kan hier d’eerste reis met feilen ’t lijf verbeuren.

Ur. Wie zich onschuldigh kent zal om geen sterven treuren.

At. Ghy stoft te jong. zie toe, en sterf niet al te dra.